# Sant Pere del Beneficiat
Sant Pere del Beneficiat és una capella en ruïnes del poble de Lladrós, en el terme municipal de Vall de Cardós, a la comarca del Pallars Sobirà, dins de l'antic terme d'Estaon.
Era una església d'època moderna, petita, d'una sola nau.